# Рацлавице (гмина)
Рацлавице (пол. Racławice) — сельская гмина (волость) в Польше, входит как административная единица в Мехувский повет, Малопольское воеводство. Административным центром гмины является село Рацлавице.
Население — 2566 человек (на 2004 год).

## Демография
| Перепись                       | Всего   | Всего | Женщины | Женщины | Мужчины | Мужчины |
| ------------------------------ | ------- | ----- | ------- | ------- | ------- | ------- |
| Единицы                        | человек | %     | человек | %       | человек | %       |
| Население                      | 2566    | 100   | 1254    | 48,9    | 1312    | 51,1    |
| Плотность населения (чел./км²) | 43,4    | 43,4  | 21,2    | 21,2    | 22,2    | 22,2    |

## Населённые пункты
Глупчув, Гурка-Косьцеёвска, Гуры-Меховске, Дале, Дослоньце, Дземенжице, Клонув, Косьцеюв, Мархоцице, Мирошув, Рацлавице, Яновички.

## Соседние гмины
1. Гмина Дзялошице
2. Гмина Мехув
3. Гмина Палечница
4. Гмина Радземице
5. Гмина Скальбмеж
6. Гмина Слабошув